# الإسكوريال
الإسكوريال (بالإسبانية: El Escorial)‏ هو متحف هام يقع على بعد حوالي 45 كم (28 ميل) شمال غرب العاصمة الإسبانية مدريد. يعود فضل بناء الإسكوريال إلى فيليب الثاني ملك إسبانيا، وتعدّ من أهم منجزاته الحضارية. وقد استوحى بناء الإسكوريال من هيكل سليمان.
تتألف مجموعة مباني الإسكوريال من القصر الملكي، والدير، والكنيسة، والمعهد الديني، والمتحف، وعدد من الأبنية الصغيرة وتعدّ من أهم الصروح الملكية في أوروبا لضخامتها ومحتوياتها الفنية ومكتبتها الشهيرة. وتشتهر بمقتنياتها من العديد من الكتب والمخطوطات القديمة وأعمال علمية وأدبية لعلماء عرب في القرون الوسطى إضافة إلى زخارف الفنان تيباليدي وهي صور تمثل الفنون السبعة الحرة.

## أصل التسمية
اشتق الاسم من اللفظ الإسباني إسكورياس (بالإسبانية: Escorias)‏ (مخلفات المعدن المصهور-Scoria) الدال على الحديد لوجود المتحف في موقع أقدم مناجم الحديد في إسبانيا.

## مكتبة الإسكوريال

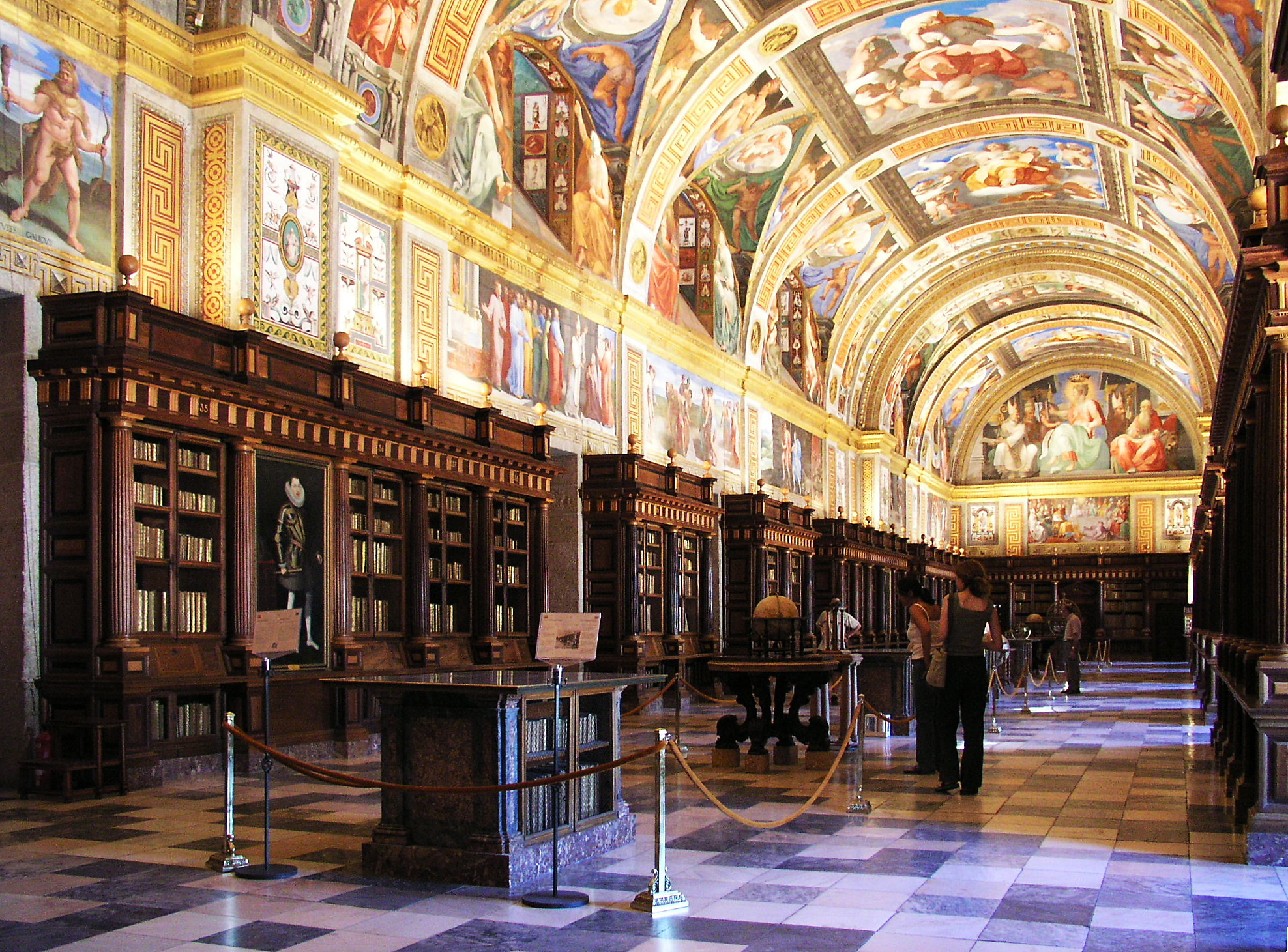
مكتبة الإسكوريال

تشتهر مكتبة الإسكوريال بما تحويه من كتب ومخطوطات قديمة وأعمال علمية وأدبية لعلماء عرب في القرون الوسطى، وزخارف الفنان تيباليدي على قبة المكتبة التي تعرض صورًا تمثل الفنون السبعة الحرة. وظهر أول كاتب إسباني حاول أن يقدم عرضاً متكاملاً لتاريخ المسلمين في الأندلس وهو خوسيه كوندي صاحب كتاب (تاريخ الحكم العربي لإسبانيا) وهو كتاب له فضل الريادة، إذ هو أول مؤلف أوروبي يقدم عرضاً متكاملاً لتاريخ الأندلس الإسلامية، يعتمد فيه صاحبه علي مصادر أصيلة مما أطلع عليه من مخطوطات مكتبة الإسكوريال، ومن أشهر تلك المخطوطات الخزانة الزيدانية.

## موقع تراث عالمي
أعلن الإسكوريال موقع تراث عالمي من قبل اليونسكو في 2 تشرين الثاني / نوفمبر 1984، ومن غاية الجذب السياحي الشعبي، كثيراً ما يزوره يومياً المتنزهون من مدريد.

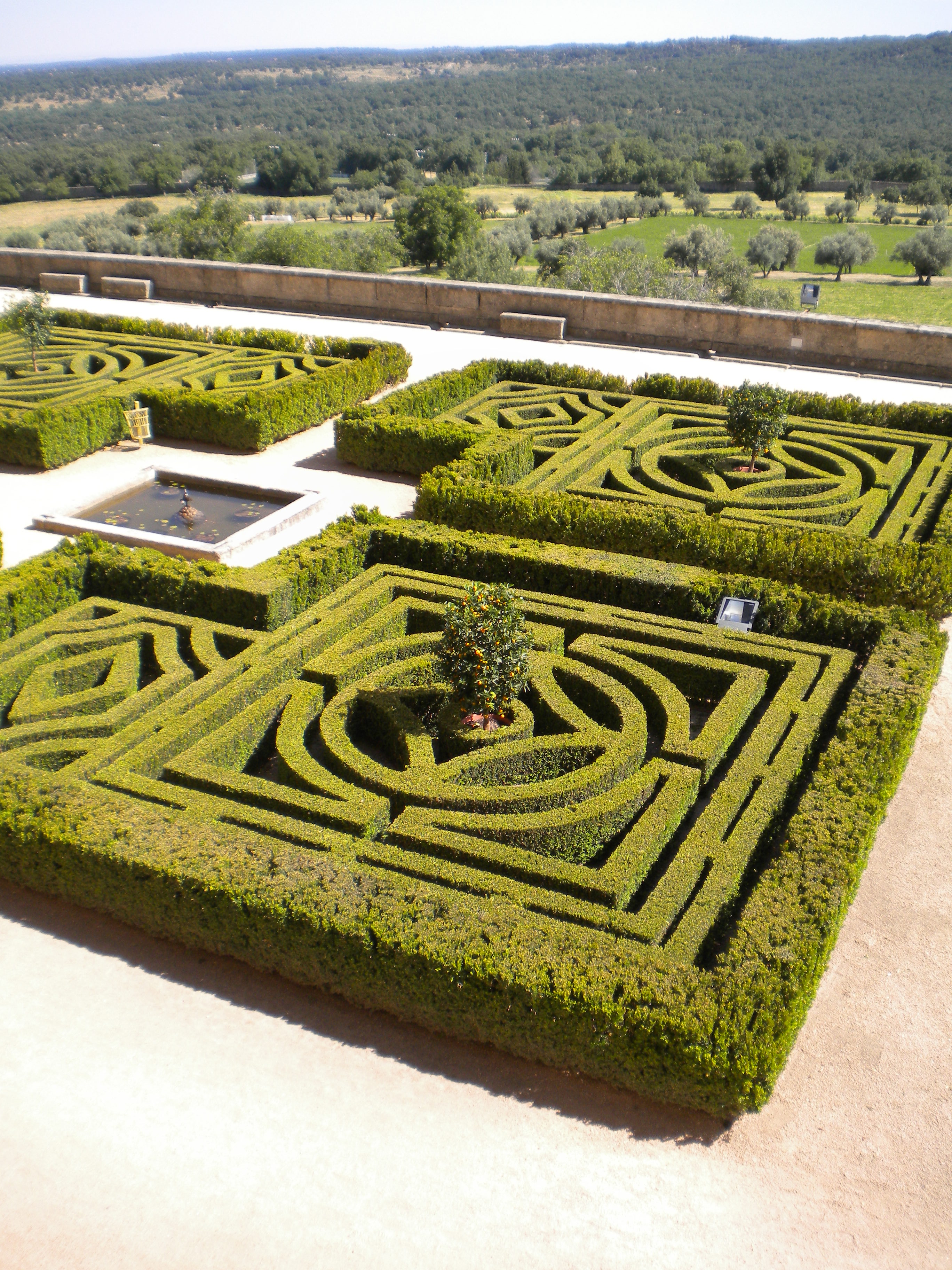
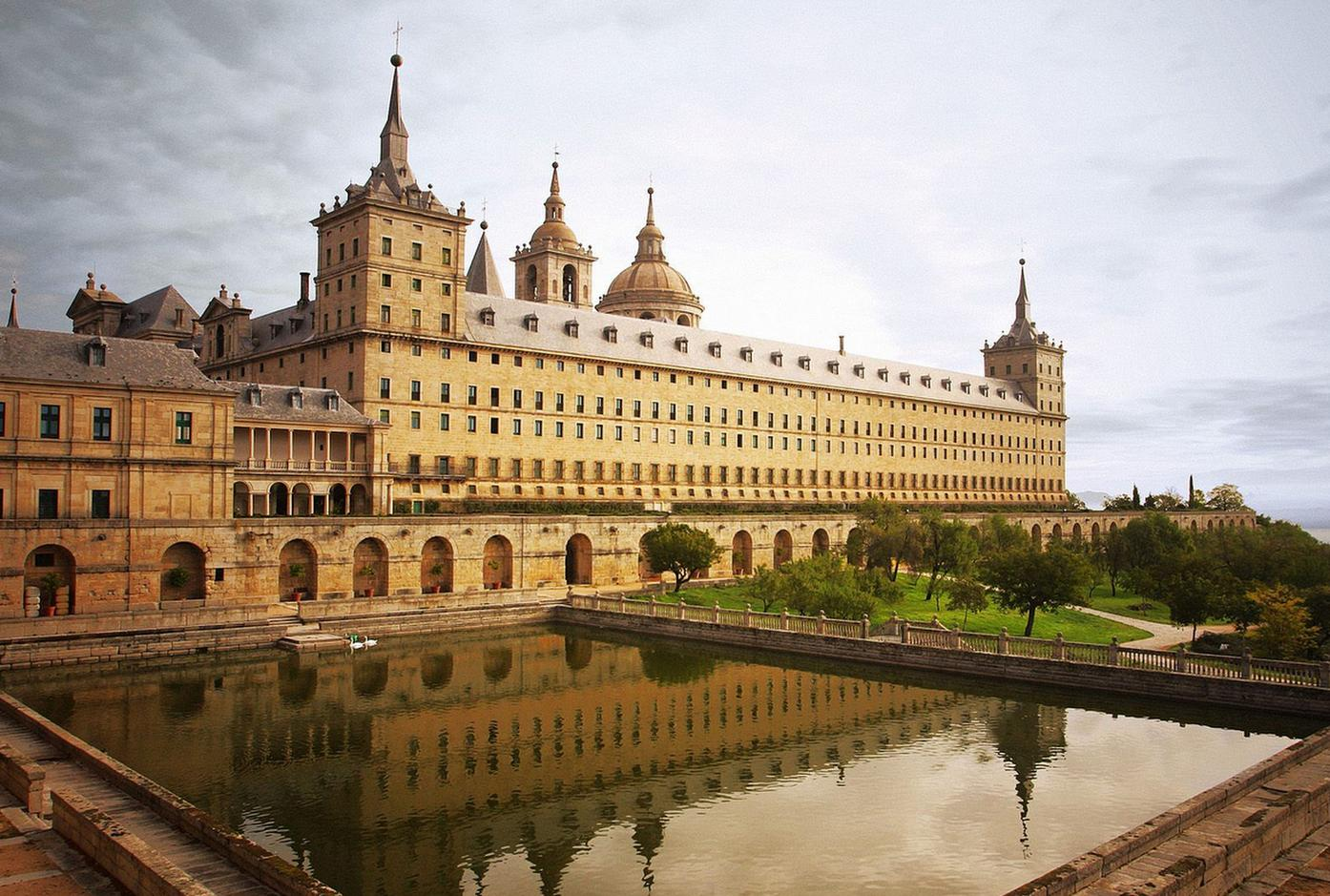
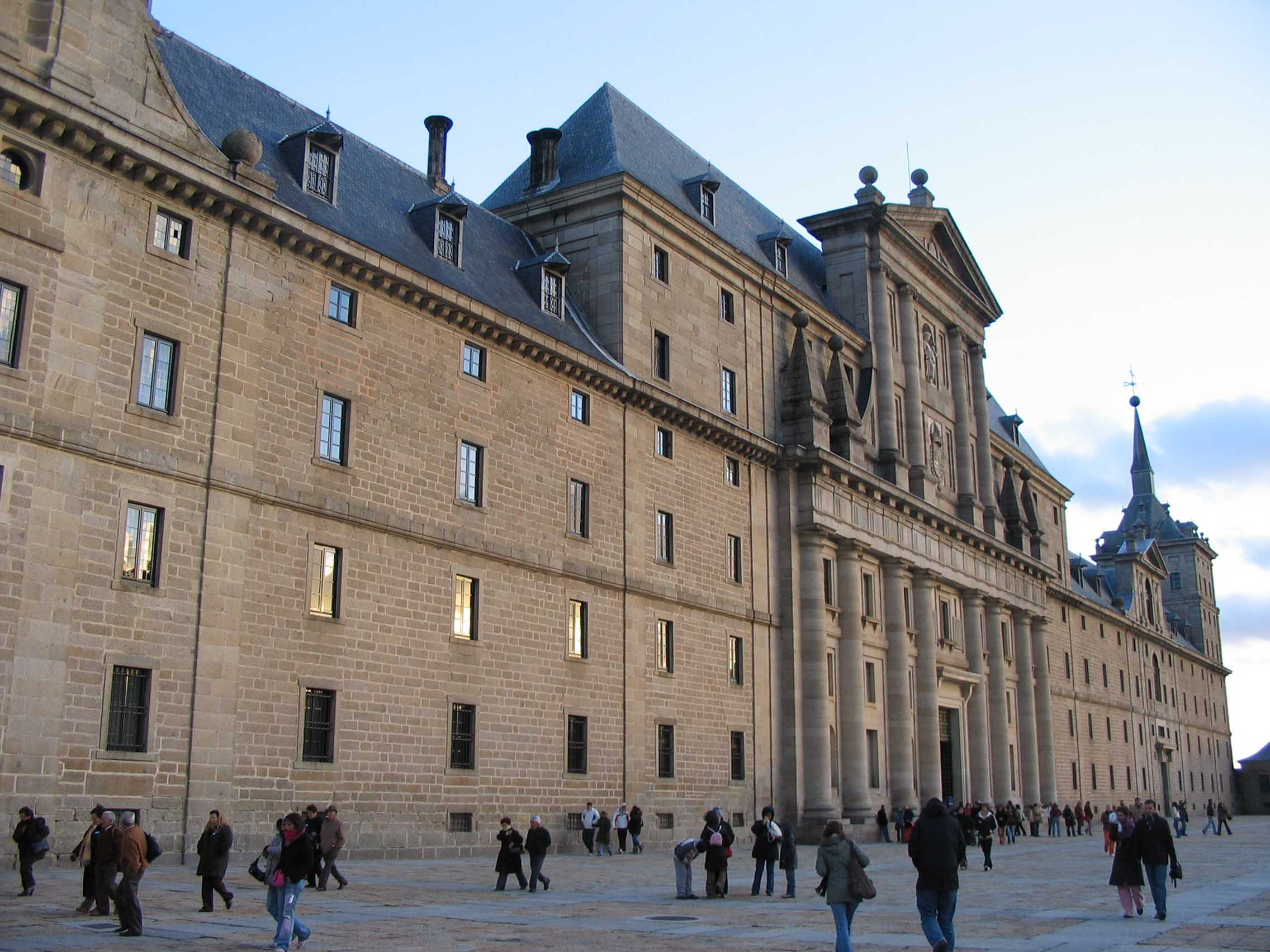
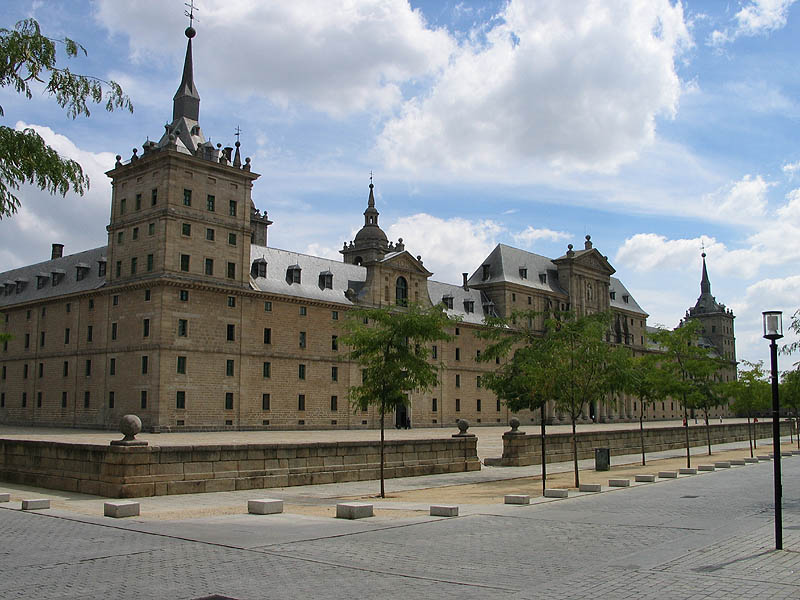
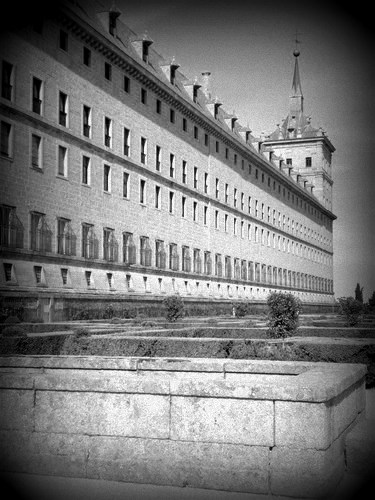
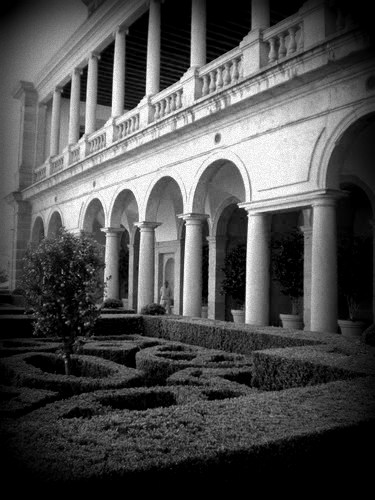
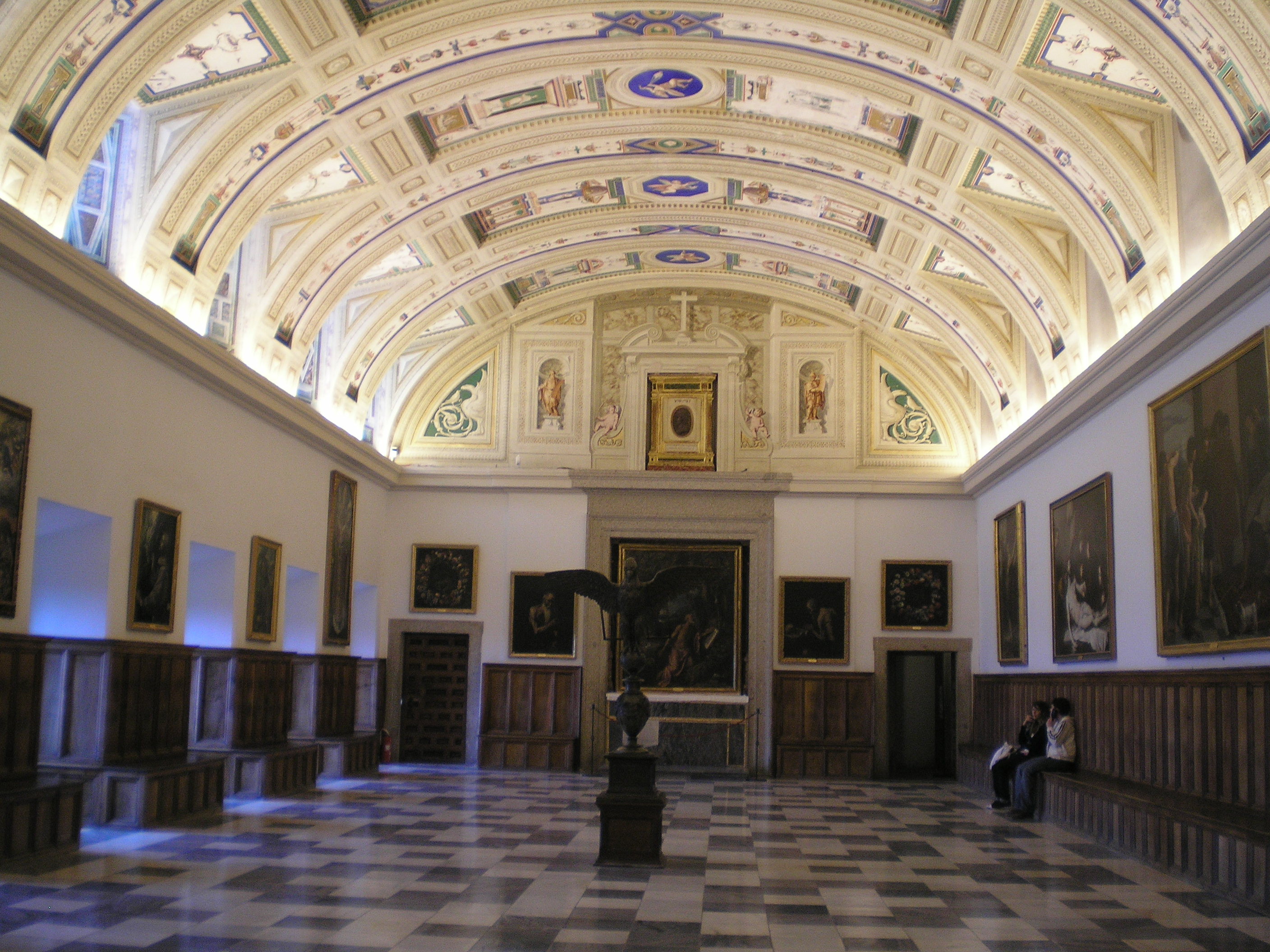
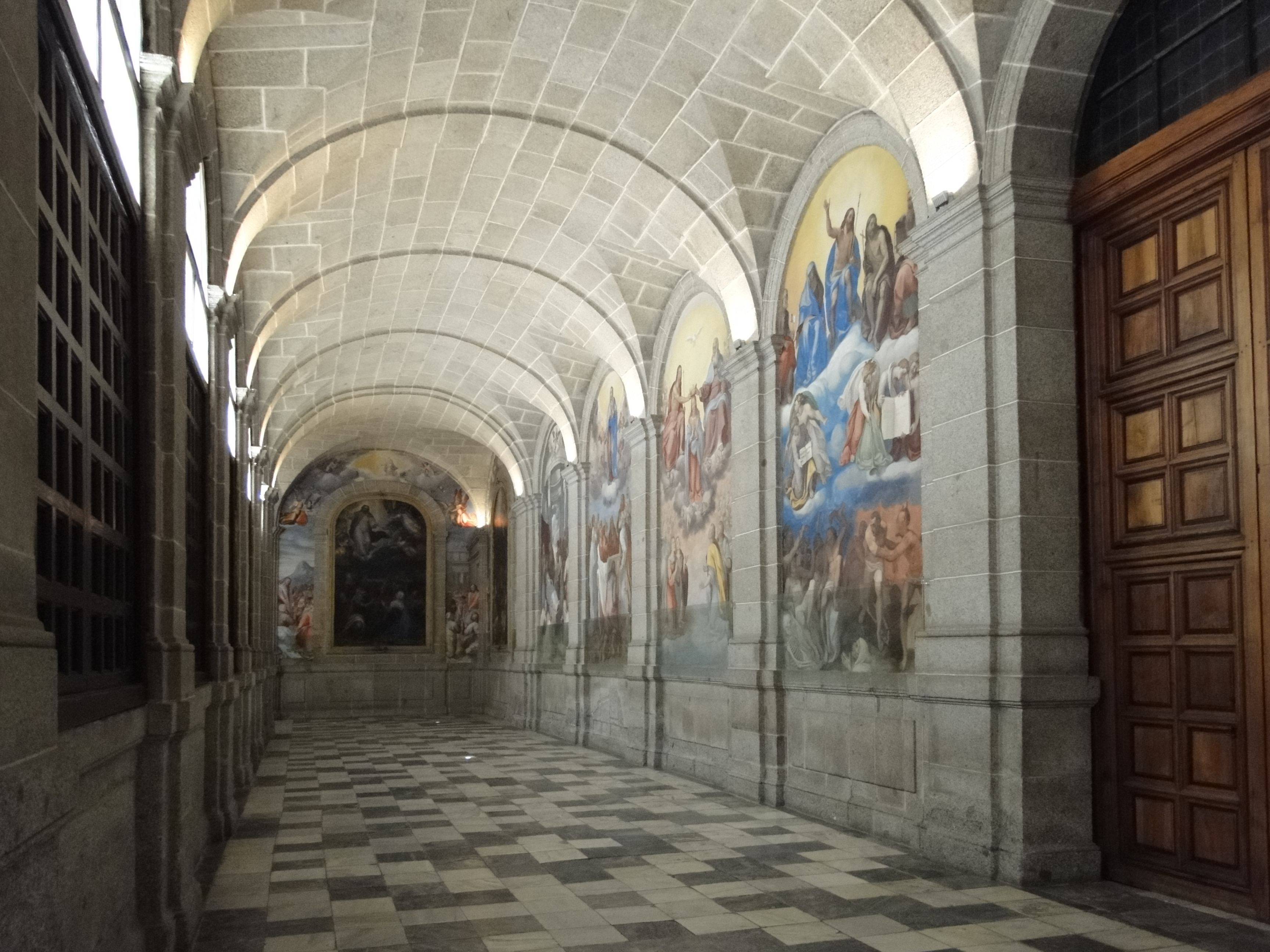
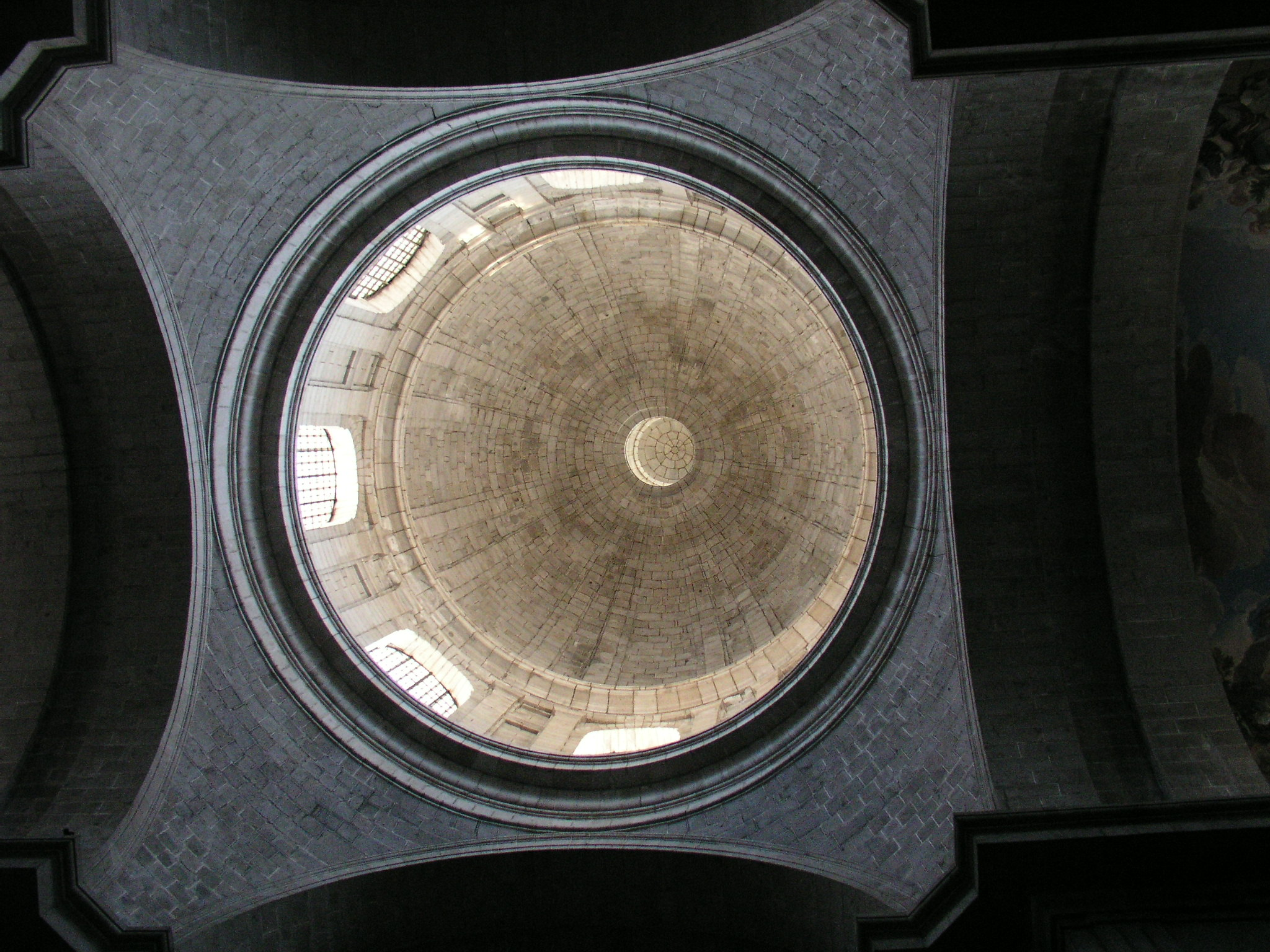
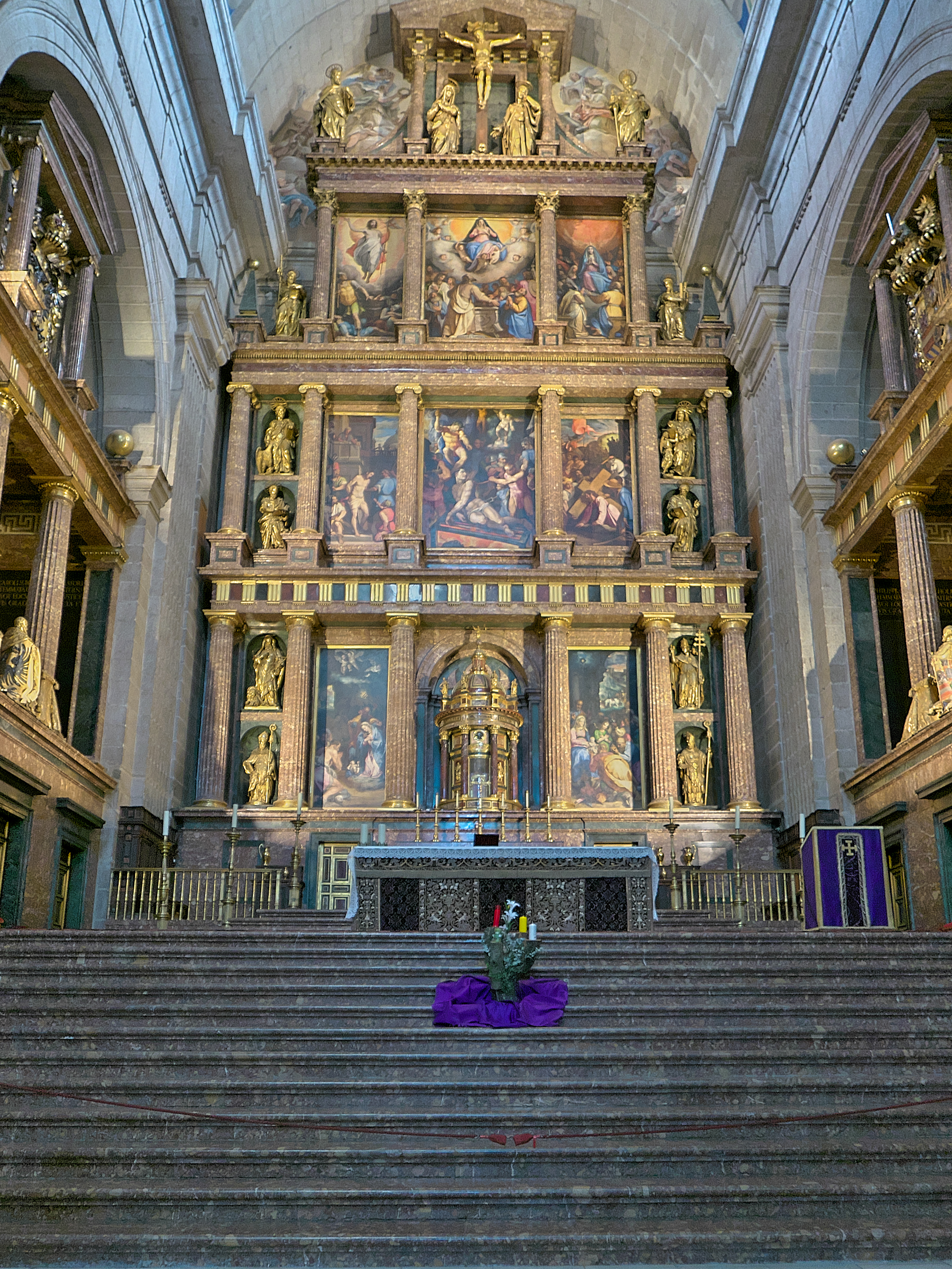